# Ивняковское сельское поселение
Ивняко́вское сельское поселение — муниципальное образование в Ярославском муниципальном районе Ярославской области России. 
Административный центр — посёлок Ивняки.

## География
Ивняковское сельское поселение является одним из 8 аналогичных административно-территориальных муниципальных образований (поселений) Ярославского муниципального района Ярославской области, центром соответствующей сельской системы расселения.
Поселение расположено на западе от Ярославля. На востоке оно граничит с городским округом — городом Ярославлем, на юго-востоке — с Карабихским сельским поселением, на юго-западе с Курбским сельским поселением.
Гидрография
Гидрографическая сеть представлена рекой Которосль (приток Волги) и её притоками. Река Которосль имеет ширину в 50-60 м, глубины её — 2-5 м, скорость течения — 0,1-0,2 м/с. Берега — обрывистые. Малые реки в жаркое лето сильно пересыхают и нередко перемерзают зимой. Ледостав устанавливается во второй половине ноября. К концу февраля — началу марта толщина льда достигает 30-60 см. Во время весеннего половодья подъём уровня воды в Которосли достигает отметок 94-95 м. Средняя продолжительность половодья составляет 1-1,5 месяца.
Почвы
На территории поселения наблюдаются дерново-подзолистые почвы. По механическому составу преобладает лёгкий и средний суглинок, реже — супесчаные почвы. На заболоченных участках — торфяные грунты.
Растительность
Ивняковское сельское поселение расположено в лесной зоне и относится к северо-западному району хвойных и широколиственных лесов. Преобладающими на территории являются еловые и сосновые леса. Нередко встречаются елово-сосновые и елово-берёзовые леса, а на наиболее плоских переувлажнённых участках рельефа — осиновые. Нередки кустарничковые и травяные леса. Древостой преимущественно II, реже I или III классов бонитета. Общая площадь лесов на территории поселения составляет 7527 га, в том числе 4372 га — леса гослесфонда и 3155 га — иные леса в составе зон сельскохозяйственного назначения. Средняя лесистость поселения — 34,4 % (гослесфонд — 20 %).
Луговая растительность, помимо ценных сельхозугодий, богата лекарственными растениями.
Охрана окружающей среды
Основным источником выбросов вредных веществ на территории поселения являются предприятия южного промышленного узла Ярославля.

## История
Ивняковское сельское поселение образовано 1 января 2005 года в соответствии с законом Ярославской области № 65-з от 21 декабря 2004 года «О наименованиях, границах и статусе муниципальных образований Ярославской области», границы сельского поселения установлены в административных границах Бекреневского и Ивняковского сельских округов.

## Население
| 2007  | 2010  | 2011  | 2012  | 2013  | 2014  | 2015  |
| ----- | ----- | ----- | ----- | ----- | ----- | ----- |
| 7263  | ↘7096 | ↗7104 | ↗7257 | ↗7389 | ↗7592 | ↗7966 |
| 2016  | 2017  | 2018  | 2019  | 2020  | 2021  |       |
| ↗8248 | ↗8768 | ↗9053 | ↗9335 | ↗9638 | ↗9786 |       |

## Населённые пункты
В состав сельского поселения входят 79 населённых пунктов.
| №  | Населённый пункт   | Тип населённого пункта | Население | Сельский округ |
| -- | ------------------ | ---------------------- | --------- | -------------- |
| 1  | Ананьино           | деревня                | ↘2        | Бекреневский   |
| 2  | Антроповское       | деревня                | →0        | Ивняковский    |
| 3  | Бардуково          | деревня                | ↗21       | Бекреневский   |
| 4  | Бекренево          | деревня                | ↘53       | Бекреневский   |
| 5  | Бельково           | деревня                | ↘4        | Ивняковский    |
| 6  | Березовки          | деревня                | →0        | Ивняковский    |
| 7  | Бовыкино           | деревня                | ↘5        | Бекреневский   |
| 8  | Богослов           | село                   | ↗100      | Ивняковский    |
| 9  | Бойтово            | деревня                | ↘0        | Ивняковский    |
| 10 | Большая Поповка    | деревня                | →7        | Бекреневский   |
| 11 | Большое Домнино    | деревня                | ↗21       | Бекреневский   |
| 12 | Борисково          | деревня                | →2        | Бекреневский   |
| 13 | Бузаркино          | деревня                | →28       | Бекреневский   |
| 14 | Васюково           | деревня                | →0        | Бекреневский   |
| 15 | Воробьёво          | деревня                | ↘3        | Ивняковский    |
| 16 | Горбуново          | деревня                | →2        | Ивняковский    |
| 17 | Городищи           | деревня                | →3        | Бекреневский   |
| 18 | Гридино            | деревня                | ↘0        | Бекреневский   |
| 19 | Губцево            | деревня                | ↘11       | Бекреневский   |
| 20 | Давыдовское        | деревня                | ↗22       | Бекреневский   |
| 21 | Демково            | деревня                | ↗7        | Бекреневский   |
| 22 | Дорожаево          | деревня                | ↘107      | Бекреневский   |
| 23 | Ефремово           | деревня                | ↘8        | Бекреневский   |
| 24 | Жуково             | деревня                | →2        | Бекреневский   |
| 25 | Залесье            | деревня                | ↘5        | Бекреневский   |
| 26 | Зверинцы           | деревня                | ↗41       | Ивняковский    |
| 27 | Зяблицы            | деревня                | ↘34       | Бекреневский   |
| 28 | Иваново-Кошевники  | деревня                | →0        | Ивняковский    |
| 29 | Ивановский Перевоз | деревня                | ↘80       | Ивняковский    |
| 30 | Ивняки             | посёлок                | ↗4570     | Ивняковский    |
| 31 | Ильино             | деревня                | ↘4        | Бекреневский   |
| 32 | Карачиха           | посёлок                | ↗1366     | Ивняковский    |
| 33 | Козульки           | деревня                | →0        | Бекреневский   |
| 34 | Коровайцево        | деревня                | ↘0        | Ивняковский    |
| 35 | Костино            | деревня                | ↘0        | Ивняковский    |
| 36 | Костяево           | деревня                | →6        | Бекреневский   |
| 37 | Котельницы         | деревня                | ↗5        | Бекреневский   |
| 38 | Красная Горка      | деревня                | ↘7        | Бекреневский   |
| 39 | Курилково          | деревня                | →0        | Бекреневский   |
| 40 | Курилово           | деревня                | →6        | Бекреневский   |
| 41 | Ларино             | деревня                | →0        | Бекреневский   |
| 42 | Леонтьевское       | деревня                | →0        | Ивняковский    |
| 43 | Ломки              | деревня                | ↘12       | Бекреневский   |
| 44 | Малое Домнино      | деревня                | ↘1        | Бекреневский   |
| 45 | Матвеевское        | деревня                | →10       | Бекреневский   |
| 46 | Медведково         | деревня                | ↗157      | Ивняковский    |
| 47 | Микшино            | деревня                | ↗1        | Бекреневский   |
| 48 | Михальцево         | деревня                | ↗4        | Бекреневский   |
| 49 | Молозиново         | деревня                | ↗23       | Бекреневский   |
| 50 | Никульское         | деревня                | ↗3        | Ивняковский    |
| 51 | Новлино            | деревня                | ↘0        | Бекреневский   |
| 52 | Осовые             | деревня                | ↘5        | Ивняковский    |
| 53 | Пажа               | село                   | ↗4        | Бекреневский   |
| 54 | Пахна              | село                   | ↗168      | Ивняковский    |
| 55 | Пеньки             | деревня                | ↘95       | Ивняковский    |
| 56 | Першино            | деревня                | ↘9        | Бекреневский   |
| 57 | Пестово            | деревня                | ↘3        | Бекреневский   |
| 58 | Петелино           | деревня                | ↘3        | Бекреневский   |
| 59 | Подберезново       | деревня                | ↘1        | Бекреневский   |
| 60 | Поповка            | деревня                | ↗12       | Бекреневский   |
| 61 | Порошино           | деревня                | →1        | Бекреневский   |
| 62 | Прикалитки         | деревня                | ↘2        | Ивняковский    |
| 63 | Раздолье           | деревня                | ↘18       | Ивняковский    |
| 64 | Ременицы           | деревня                | ↘5        | Ивняковский    |
| 65 | Сабельницы         | деревня                | ↘180      | Ивняковский    |
| 66 | Садовый            | посёлок                | ↘11       | Бекреневский   |
| 67 | Сарафоново         | село                   | ↘988      | Бекреневский   |
| 68 | Скоково            | деревня                | ↘23       | Бекреневский   |
| 69 | Смена              | посёлок                | ↘80       | Бекреневский   |
| 70 | Спасское           | село                   | ↘280      | Бекреневский   |
| 71 | Суринский          | посёлок                | ↘34       | Ивняковский    |
| 72 | Суринское          | деревня                | ↗16       | Бекреневский   |
| 73 | Тенино             | станция                | ↘14       | Бекреневский   |
| 74 | Терехово           | деревня                | ↘18       | Бекреневский   |
| 75 | Трубенинское       | деревня                | →0        | Бекреневский   |
| 76 | Хозницы            | деревня                | ↘0        | Бекреневский   |
| 77 | Ченцы              | деревня                | ↘6        | Бекреневский   |
| 78 | Чурилково          | деревня                | ↗212      | Бекреневский   |
| 79 | Юркино             | деревня                | ↘4        | Ивняковский    |

### Упразднённые населённые пункты
В 2022 году упразднены деревня Колобиха и станция Молот Ивняковского сельского округа.

## Производство
Ведущим сельскохозяйственным предприятием являются ЗАО Агрофирма «Пахма». Наиболее крупные предприятия обрабатывающего производства – ОАО
«Стройконструкция»; строительной отрасли – ООО «Икар», ООО Энергомонтаж-АПЭ» и ООО «Квинтет».

## Климат
Климат умеренно континентальный с умеренно тёплым и влажным летом и умеренно холодной зимой.
Среднегодовая многолетняя температура +3,2°С. Средняя многолетняя зимы (январь) −11,1 °С; лета (июль) +18,2 °С. Среднегодовая амплитуда температур довольно велика, с абсолютным максимумом +35 °С и абсолютным минимумом −46 °С. Пять месяцев в году (I, II, III, XI, XII) имеют средние температуры ниже 0°С.
Средняя норма ясных дней за год — 33, пасмурных — 103, облачных — 149. Неблагоприятные погодные явления: туманы (до 30 дней в году), метели (до 50 дней году).
Годовая сумма осадков 550 мм. Наибольшее количество осадков приходится на август — 70 мм, наименьшее — на февраль — 35 мм. Среднегодовая относительная влажность воздуха — 82 %. Снежный покров ложится во второй декаде ноября и держится до середины апреля. Продолжительность снежного покрова — в пределах 150 дней. Наибольшая высота его на открытых участках до 45 см.
На территории преобладает юго-западный перенос воздушных масс. Среднегодовая скорость ветра 3-4 м/с. Наименьшая повторяемость — северо-восточные ветры.
Климат Ивняковского сельского поселения не является оптимально благоприятным для ведения сельского хозяйства из-за сравнительно небольшого прохладно лета и короткого периода вегетации. Одновременно, климат благоприятен для развития рекреации.

## Почётные граждане поселения
К почётным гражданам поселения относятся:
- Коряшкин, Александр Иванович (1939—2022) — основатель посёлка Ивняки, кавалер ордена «Знак Почета»[18][19],
- Сухоручкина В. А. — председатель совета ветеранов.